# Trotssyndrom
Trotssyndrom (engelska Oppositional Defiant Disorder, ODD) är en diagnos inom barn- och ungdomspsykiatrin. Det kännetecknas av ett mönster av negativistiskt, fientligt och trotsigt beteende. Däremot involverar det inte fysiskt våld eller skadegörelse.
Trotssyndrom kan med stor framgång behandlas med föräldrastödsprogram. Barn med trotssyndrom blir därmed i många fall symtomfria efter en tid. Trotssyndrom kan dock även efter hand tillta i omfattning och övergå i uppförandestörning, när beteendet går över gränsen för vad som är acceptabelt i samhället.
Trots är normalt beteende hos barn. För att den psykiatriska diagnosen trotssyndrom skall kunna ställas måste barnets trotsande alltså ingå ett systematiskt mönster av negativism som präglar barnets förhållande till omvärlden.
Trotssyndrom kan också förekomma hos personer med autismspektrumtillstånd. Personer med ADHD kan ha svårigheter att göra uppgifter enligt instruktioner, men det beror inte på trots.

## Kritik
Bland annat Peter Conrad har kritiserat diagnoser som ODD, ADHD och så vidare, på grundval av att han menar att dessa diagnoser snarare konstituerar medikalisering av avvikande beteende.

## Diagnoskriterier
DSM-5 anger som diagnoskriterier för trotssyndrom ett mönster av negativistiskt, fientligt och trotsigt beteende som varat i minst sex månader och tagit sig uttryck i minst fyra av nedanstående symtom. Observera att dessa symptom ska vara närvarande vid interaktion med minst en annan person som inte är ett syskon.
Argsinthet/irritabilitet
1. Tappar ofta besinningen
2. Är ofta lättretad och stingslig
3. Är ofta arg och förbittrad

Argumentativt/trotsigt beteende
1. Argumenterar ofta mot auktoritetspersoner eller, för barn och ungdomar, mot vuxna personer.
2. Trotsar ofta aktivt eller vägrar följa etablerade regler eller underordna sig krav från auktoritetspersoner.
3. Förargar oftast avsiktligt andra.
4. Skyller ofta på andra för sina egna misstag eller sitt eget dåliga uppförande.

Hämndlystnad
1. Har varit elak eller hämndlysten vid åtminstone två tillfällen under de senaste 6 månaderna.

## Symptom
Ett barn med trotssyndrom saknar förmåga att se sammanhang, uppfattar inte sin del i det som sker och förstår inte sin skuld. Barnet utvecklar försvarsstrategier, eftersom det tycker att alla kommer med orättvisa beskyllningar. Det finns en överhängande risk att barnet fastnar i ett mönster där det söker negativ uppmärksamhet. 
Enligt den amerikanske professorn Russel Barkley uppvisar närmare 65 procent av alla barn med ADHD ett beteende som överensstämmer med kriterierna för ODD.
För att en diagnos på ODD ska ställas krävs att det beteende som är karaktäristiskt för ODD skall ha funnits över en längre tid samt skilja sig i både omfattning och grad från beteenden som annars är vanliga i trotsåldern och puberteten.
Barnets dåliga humör och trotsiga beteende brukar framförallt visa sig inom familjen och hemmets fyra väggar; mammorna är ofta särskilt utsatta, men det kan även skapa stora svårigheter i skolan och på fritiden. 